# Eilema bipunctata
Eilema bipunctata är en fjärilsart som beskrevs av Walker 1866. Eilema bipunctata ingår i släktet Eilema och familjen björnspinnare. Inga underarter finns listade i Catalogue of Life.